# Alabama Kino

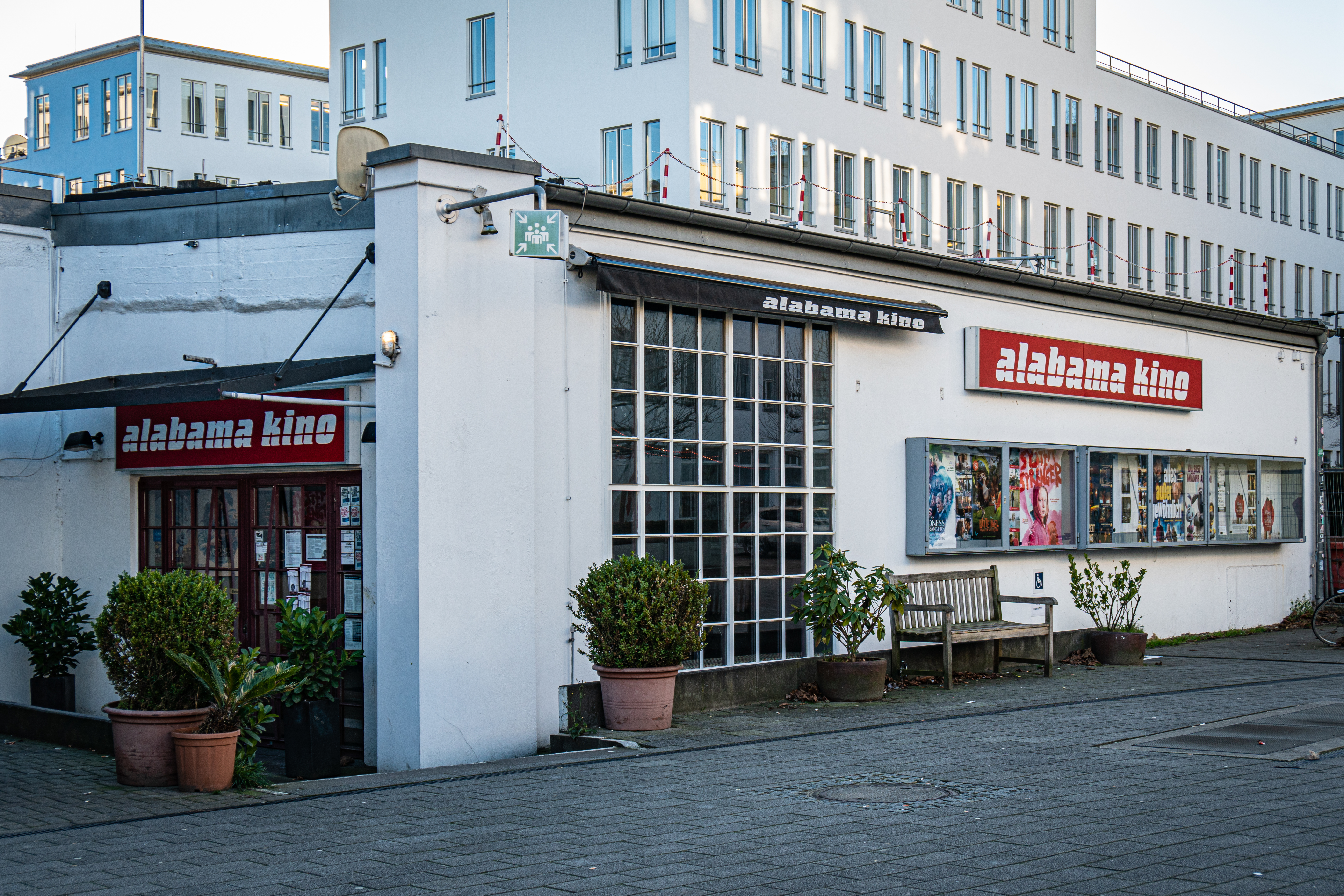
Das Alabama-Kino auf dem Kampnagel-Gelände

Das Alabama ist ein Programmkino auf dem Gelände des Hamburger Kulturzentrums Kampnagel in Hamburg-Winterhude.
Es ist der Nachfolger des gleichnamigen Kinos das bis 1992 an der Kieler Straße in Hamburg-Eidelstedt bestand und das seinerseits aus dem 1935 eröffneten Eidelstedter Lichtspielen hervorgegangen war. Der Vorführsaal hat 156 Plätze.
Programmschwerpunkte sind anspruchsvolle Independent-Filme, Frühstücksmatineen und auf das Theaterumfeld von Kampnagel abgestimmte Produktionen. Tagsüber wird das Programm von Kinder- und Jugendfilmen dominiert. Daneben zählen Filme in Originalsprache mit deutschen Untertiteln zum regelmäßigen Repertoire.
Die technische Ausstattung besteht unter anderem aus einem Digitalprojektor, einem noch gelegentlich genutzten Bauer U4C 35mm Filmprojektor, Dolby SR Tonsystem und einer Leinwand von 21 m². Die Bestuhlung stammt von Kamphöner.

## Geschichte
Die Geschichte des Alabama-Kinos kann im Wesentlichen in drei Hauptabschnitte gegliedert werden.

### Eidelstedter Lichtspiele
1935 eröffnete Wilhelmine Bolt einen Kinobetrieb mit 302 Sitzplätzen unter dem Namen Eidelstedter Lichtspiele im Tanzsaal des Gasthauses Haus Doppeleiche in der Kieler Straße 741. Gegen 1940 trat Erwin Bolt als weiterer Inhaber hinzu. Nach der Zerstörung des Gasthofs im Zweiten Weltkrieg wurde der Kinobetrieb von Rolf Michelsen als Geschäftsführer vorübergehend im Anbau von Ramcke’s Gasthaus an der Kieler Straße 620 mit 400 Sitzplätzen am weitergeführt. Der Projektor stammte noch aus dem Trümmern des ausgebombten Kinos, der vom Vorführer Lange geborgen und wieder repariert wurde. Ein Jahr später verlegten Inhaberin Annitha Bolt und ihr Geschäftsführer Michelsen den Kinobetrieb in den zum Kino umgebauten Tanzsaal von Ramcke’s Gasthaus an der Hausnummer 622-624. Der Vorführsaal bot jetzt 380–400 Sitzplätze. 1971 erscheint Horst Kretzer als Inhaber und die Sitzanzahl wird mit 300 angegeben.
In den Nachkriegsjahren war das aufkommen an Kinobesuchern so groß, dass in Eidelstedt von 1958 (nach Jäger seit dem 10. September 1954) bis 1972 ein zweites Kino, die Barberina-Lichtspiele betrieben wurde. Der Vorführsaal des von den beiden den Frauen Rohlfs und Steinhoff in der Kieler Straße 723 betrieben Kinos bot 630 Sitzplätze. Hier war ein Filmprojektor Ernemann IX mit einer Lichtquelle von Becklicht, Zeiss Kinoverstärker Dominar sowie Bild- und Tonsystem CS im Einsatz. Die Leinwand hatte ein Größenverhältnis von 1 : 2,35. Nach der Schließung wurde das Kino und benachbarte Gebäude abgerissen und das Eidelstedt-Center errichtet.

### Alabama in Hamburg-Eidelstedt

Logo des Fantasy Filmfests

1977 übernahmen Hans-Peter Jansen und Michael Conrad das Kino und führen es unter dem Namen Alabama als Programmkino weiter. Aufgeführt wurde von allem Filme abseits des Mainstream wie Trashfilme, Horrorfilme, B-Movies, oder Sexfilme die in anderen Hamburger Kinos eher nicht gezeigt wurden. An speziellen Themenabenden wurden ganze Filmserien, wie z. B. Raumpatrouille Orion oder mehrere Filme eines Genres am Stück aufgeführt. Erfolgreich war das Kino auch mit der regelmäßig stattfindenden Gore-Night, dem Hamburger Trickfilmfestival, den Hamburger Kinotagen und dem Kinderkino, an dem Kindertagesheime Wunschfilme wählen konnten. Sergio Leones Italowestern Spiel mir das Lied vom Tod wurde im Alabama monatlich aufgeführt. Zu besonderen Anlässen gab es auf der Bühne Livemusik und Brunchbuffets.
Das Alabama Kino war 1987 in Kooperation mit der Markthalle Hamburg und dem Metropolis Kino Gründer und Ausrichter des Fantasy Filmfests in Hamburg.
1991 ließ Jansen und sein Kompanion Michael Conrad das Kino mit jetzt 170 Plätzen für ca. 40.000 DM renovieren und die Technik auf den aktuellen Stand bringen, doch im Oktober 1991 erfolgte ein Beschluss der Erbengemeinschaft Ramcke, das Kino zu schließen, um an seiner Stelle ein kombiniertes Wohn- und Geschäftshaus zu errichten. Das Alabama schloss am 31. Dezember 1992 seine Pforten. Jansen übernahmen nach der Aufgabe des Alabama das Fama Filmtheater in Hamburg-Lurup.
Die Technische Ausstattung des Kinos bestand aus Filmprojektoren Bauer Standard 5 und Standard 7 mit Lichtquellen von Becklicht, Verstärker- und Lautsprechersystem von Elac und Bild- und Tonsystem CS 1 KL.
(Ehemalige Lage: 53° 36′ 10,5″ N, 9° 54′ 42,9″ O)

### Alabama Kino auf Kampnagel
Nach der Aufgabe des Kinos in Eidelstedt konnte der Kinobetrieb am 21. Oktober 1993 unter dem Namen Alabama von Michael Conrad, zusammen mit Doris Bandhoff und der Regisseurin Pia Frankenberg in der Werkhalle Helga auf dem Gelände des Hamburger Kulturzentrum Kampnagel-Fabrik wieder aufgenommen werden. Betreiber des Kinos ist die Alabama Kino GmbH. Teile der Technik wie die Projektoren wurden aus dem alten Alabama-Kino übernommen. 1998 wurde der Betrieb vorerst eingestellt. Am 8. November 2001 wurde der Betrieb von Christian Mattern wieder neu aufgenommen.